# Max Alessandrini
Max Alessandrini, o Massimiliano Alessandrini, es el creador de la serie de dibujos animados Tommy y Oscar. Nacido en Italia el 18 de mayo de 1965 (59 años) es graduado en Arte, Música y Espectáculo de la Universidad de Bolonia, Italia.
Desde el año 2000, vive en Barcelona, España, donde trabaja como 'creative consultant' y guionista.
También toca el saxo en varios clubes de la ciudad y es el fundador y saxofonista del grupo funk "Funk Sinatra" (Italia, 1992-).